# Cieneguilla
Cieneguilla és un dels 43 districtes que hi ha a la Província de Lima. És un dels pocs districtes que no estan completament urbanitzats. Fa frontera a l'est amb la província de Huarochirí a la Regió de Lima, al sud i cap a l'oest amb el districte de Pachacámac, al nord amb els d'Ate i Chaclacayo. La ruta d'accés principal és una autopista que surt del districte de La Molina. El districte es troba a la vall del riu Lurín. En aquest riu, fins als anys 1980, es podia trobar una gran quantitat gran de gamba. La vall de riu Lurín és una de les tres valls de Lima (vall del riu Rímac, vall del riu Chillón i vall del Riu Lurín), que no ha estat devastat pel creixement urbà sense regulació ni planificació de Lima. En aquest sentit, la vall en general i Cienguilla, en particular, encara té àrees salvatges, natura, i molts més paisatges atractius.